# Asclepias schlechteri
Asclepias schlechteri là một loài thực vật có hoa trong họ La bố ma. Loài này được (K.Schum.) N.E.Br. mô tả khoa học đầu tiên năm 1908.